# Caraale Ismaciil
Caraale Ismaciil is een gehucht in het district Oodweyne, regio Togdheer, in de niet-erkende staat Somaliland (en dus formeel gelegen in Somalië).

Caraale Ismaciil ligt op een savanne-achtige hoogvlakte, ca. 1000 m hoog, en hemelsbreed 32 km ten zuidwesten van de districtshoofdstad Oodweyne en 49 km van de grens met Ethiopië bij Davegoriale. Naast het dorp ligt een uitgegraven drinkwaterpoel voor vee.
Caraale Ismaciil is via zandpaden verbonden met de rest van het district. Dorpen in de buurt zijn Cabdi Dheere (18,3 km), Cabdi Faarah (7 km), Balli Mureec (10,6 km) en Qolqol ka Madoobe (12,7 km).

## Klimaat
Caraale Ismaciil heeft een gemiddelde jaartemperatuur van 23,7 °C; de temperatuurvariatie is gering; de koudste maand is januari (gemiddeld 20,2°); de warmste september (26,1°). Regenval bedraagt jaarlijks ca. 251 mm met april en mei als natste maanden (de zgn. Gu-regens) en een tweede, minder uitgesproken regenseizoen in september-oktober (de zgn. Dayr-regens); het droge seizoen is van december - februari.